# Colton Dixon
Michael Colton Dixon (Murfreesboro, 19 ottobre 1991) è un cantante statunitense.
Si è classificato settimo nell'undicesima stagione di American Idol. È interprete di musica rock cristiana. Ha pubblicato il suo primo album nel gennaio 2013. Nell'agosto 2014 è uscito il suo secondo album. Nella primavera del 2017 è uscito il suo terzo album.

## Discografia
Album studio
- 2013 - A Messenger
- 2014 - Anchor
- 2017 - Identity

Singoli
- 2012 - You Are
- 2013 - Love Has Come for Me
- 2013 - Jingle Bells
- 2014 - More of You
- 2014 - Through All of It
- 2017 - All That Matters
- 2017 - Brand New Life